# Liste der Baudenkmale in Lichterfeld-Schacksdorf
In der Liste der Baudenkmale in Lichterfeld-Schacksdorf sind alle Baudenkmale der brandenburgischen Gemeinde Lichterfeld-Schacksdorf und ihrer Ortsteile aufgelistet. Grundlage ist die Veröffentlichung der Landesdenkmalliste mit dem Stand vom 31. Dezember 2023.

## Baudenkmale in den Ortsteilen
In den Spalten befinden sich folgende Informationen:
- ID-Nr.: Die Nummer wird vom Brandenburgischen Landesamt für Denkmalpflege vergeben. Ein Link hinter der Nummer führt zum Eintrag über das Denkmal in der Denkmaldatenbank. In dieser Spalte kann sich zusätzlich das Wort Wikidata befinden, der entsprechende Link führt zu Angaben zu diesem Denkmal bei Wikidata.
- Lage: die Adresse des Denkmales und die geographischen Koordinaten. Link zu einem Kartenansichtstool, um Koordinaten zu setzen. In der Kartenansicht sind Denkmale ohne Koordinaten mit einem roten beziehungsweise orangen Marker dargestellt und können in der Karte gesetzt werden. Denkmale ohne Bild sind mit einem blauen bzw. roten Marker gekennzeichnet, Denkmale mit Bild mit einem grünen beziehungsweise orangen Marker.
- Bezeichnung: Bezeichnung in den offiziellen Listen des Brandenburgischen Landesamtes für Denkmalpflege. Ein Link hinter der Bezeichnung führt zum Wikipedia-Artikel über das Denkmal.
- Beschreibung: die Beschreibung des Denkmales
- Bild: ein Bild des Denkmales und gegebenenfalls einen Link zu weiteren Fotos des Baudenkmals im Medienarchiv Wikimedia Commons

### Lichterfeld
| ID-Nr.                           | Lage                       | Bezeichnung                                                      | Beschreibung | Bild                   |
| -------------------------------- | -------------------------- | ---------------------------------------------------------------- | --- | ---------------------- |
| 09135768                         | Am Bahnhof 2 (Lage)        | Villa mit Nebengebäude                                           | Die Villa befindet sich nahe dem Bahnhof Klingmühl-Lichterfeld. Dabei handelt es sich um eine aus dem Jahre 1898 stammende Villa mit Nebengebäude und Remise. Die Villa wurde in zweigeschossiger Fachwerkbauweise mit Walmdach errichtet. Die Remise ist ebenfalls ein zweigeschossiger Fachwerkbau. Sie besitzt ein Pultdach. Beide Gebäude wurden mit gelben Klinkern verblendet. | Villa mit Nebengebäude |
| 09136440 Teilobjekt zu: 09135768 | Am Bahnhof 2 (Lage)        | Remise                                                           | | BW                     |
| 09135830                         | Bergheider Straße 4 (Lage) | Abraumförderbrücke F 60 mit Werkstattwagen und Gleisrückmaschine | Die Abraumbrücke wurde von dem Kombinat TAKRAF zwischen 1989 und 1991 gebaut, sie wurde am 5. Februar 1991 in Betrieb genommen. Sie bewegte von ihrer Inbetriebnahme bis zu ihrer Stilllegung am 30. Juni 1992 rund 27 Mio m³ Abraum. Seit 1998 ist die Brücke für Besucher zugänglich.                                                                                              | weitere Bilder         |

### Lieskau
| ID-Nr.   | Lage   | Bezeichnung | Beschreibung | Bild           |
| -------- | ------ | ----------- | --- | -------------- |
| 09135119 | (Lage) | Dorfkirche  | Die evangelische Kirche ist im Ursprung aus der zweiten Hälfte des 13. Jahrhunderts. Seitdem wurde sie mehrmals im spätgotischen und barockem Stil umgebaut. Der Turm stammt aus dem Jahr 1720. Im Inneren befindet sich eine Hufeisenempore. Der Altaraufsatz stammt aus dem 17. Jahrhundert, der Taufstein aus dem 15. Jahrhundert. | weitere Bilder |

### Schacksdorf
| ID-Nr.                           | Lage   | Bezeichnung                                            | Beschreibung | Bild                                                   |
| -------------------------------- | ------ | ------------------------------------------------------ | ------------ | ------------------------------------------------------ |
| 09135591                         | (Lage) | Tower mit sechs Flugzeughangars des Militärflugplatzes |              | Tower mit sechs Flugzeughangars des Militärflugplatzes |
| 09136344 Teilobjekt zu: 09135591 | (Lage) | Tower                                                  |              | Tower                                                  |
| 09136345 Teilobjekt zu: 09135591 | (Lage) | Flugzeughangar                                         |              | Flugzeughangar                                         |